# ベトナム航空831便墜落事故
ベトナム航空831便墜落事故（ベトナムこうくう831びんついらくじこ）とは、ハノイ発バンコク行きベトナム航空831便 (Tu-134) がタイ・パトゥムターニー県ラムルークカー郡サマファーカム村 (Samafahkarm Village) 付近の田地に墜落した航空事故である。事故原因は不明だが、パイロットは機体に被雷した可能性があると報告した。この事故で乗組員3人と乗客73人が死亡した。この事故は事故当時タイ史上2番目に深刻な事故であり、現在では5番目に最悪な事故である。